# Heinz Korn
Heinz Korn (* 2. Dezember 1923 in Düsseldorf; † 5. März 1993 in Köln) war ein deutscher Komponist und Liedtexter.

## Leben und Werk
Korn studierte Musik in Düsseldorf bei Ophoven und war dann Kriegsteilnehmer. Nach der Heimkehr aus sowjetischer Kriegsgefangenschaft arbeitete er als Komponist für eine Düsseldorfer Kabarettbühne. 1947 wurde er Leiter der Abteilung Tanz- und Unterhaltungsmusik im Rheinischen Musikverlag in Düsseldorf.

Ab 1947 wurden seine Kompositionen verlegt und seit 1950 erschienen zahlreiche Schallplatten, zu denen Korn sowohl die Musik als auch den Text schrieb, was ihm in der Branche den Spitznamen „Doppel-Korn“ eintrug. 1956 wurde er Produktionsleiter beim Musikverlag Hans Gerig in Köln, wo er von 1966 bis 1984 als künstlerischer Direktor fungierte. Seit 1977 war er ehrenamtlicher Präsident des Deutschen Textdichter-Verbandes, 1979 wurde er Ehrenmitglied im Aufsichtsrat der GEMA und 1982 deren stellvertretender Vorsitzender.

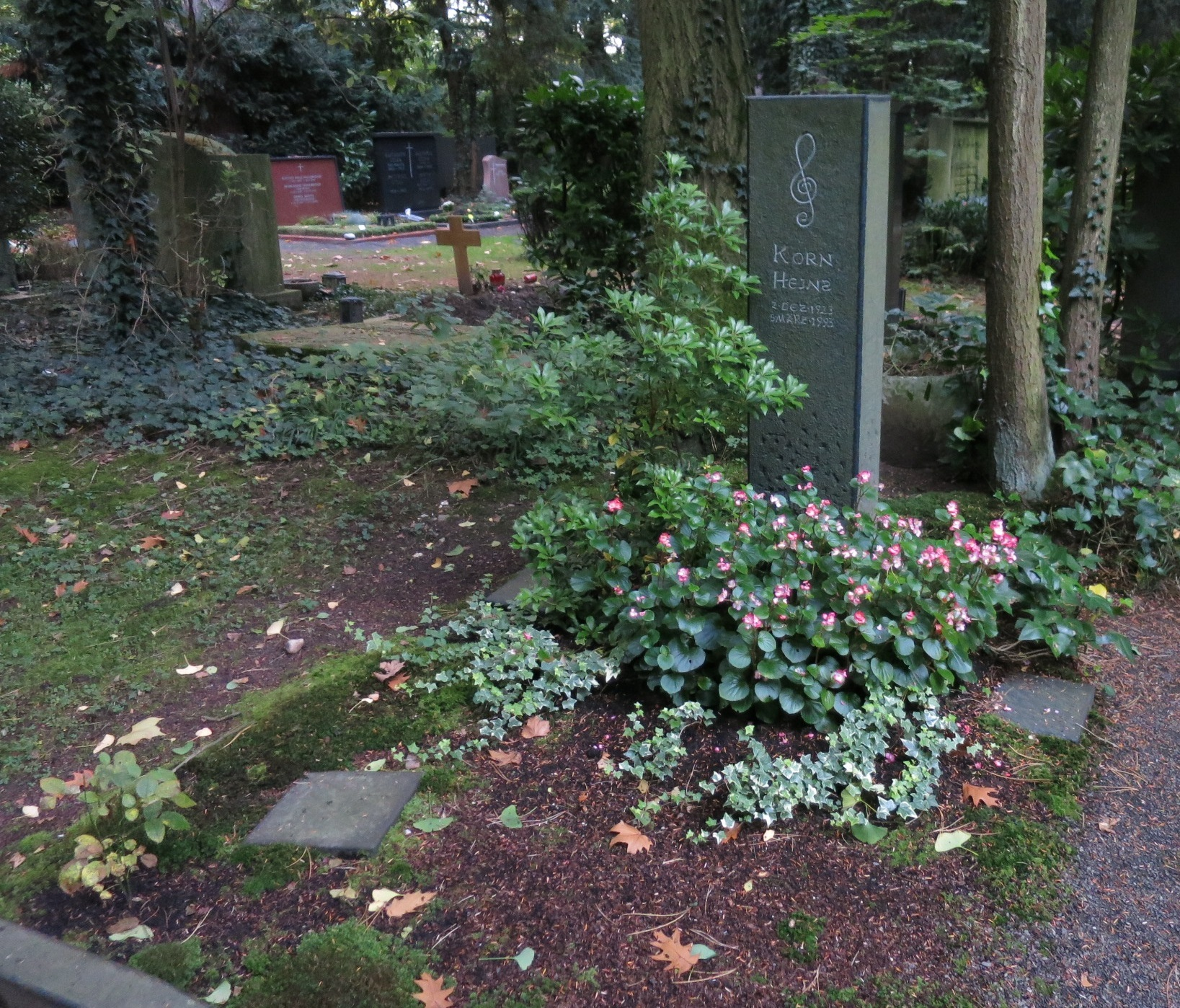
Grabstätte

Korns Arbeiten umfassen über 500 verlegte Titel, von denen über 400 auf Schallplatten erschienen. Erfolgstitel waren unter anderem Ich hab den Vater Rhein in seinem Bett gesehn (1960), Wir sind alle kleine Sünderlein (1964), Liebling, auch wir werden älter (1964), Mit 17 hat man noch Träume (1965) und Hey, das ist Musik für dich (1969).
Zu seinen Preisen zählen der „Preis für den besten Teenager-Song“ beim 1. Deutschen Schlagerfestival in Wiesbaden 1959 und der erste Platz bei den Deutschen Schlagerfestspielen 1965 in Baden-Baden, wo Peggy March mit seinem Titel Mit 17 hat man noch Träume siegte.
Die Tochter Heinz Korns und seiner ersten Frau Anneliese ist die Schriftstellerin Carmen Korn.
Heinz Korn wurde auf dem Kölner Melaten-Friedhof (Flur 12 (G)) beigesetzt.